# Ernst Håkon Jahr
Ernst Håkon Jahr (Oslo, 4 marzo 1948) è un linguista e scrittore norvegese, dal 2007 decano della the facoltà di Scienze umane e della formazione presso l'Università di Agder, membro della Kongelige Norske Videnskabers Selskab ("Società reale norvegese di Scienze e Lettere") e della Norske Videnskaps-Akademi ("Accademia norvegese di Scienze e Lettere"). Nel 2008 gli è stata conferita la medaglia dell'Ordine reale norvegese di Sant'Olav. Nel 2011 ha vinto il "Piccolo Nobel".
Ha cominciato la sua carriera di professore insegnando Linguistica all'Università di Tromsø - la più settentrionale del mondo. Si è occupato della filologa Clara Holst, della quale ha scritto e pubblicato una biografia nel 2006.